# Rocket-propelled grenade
RPG, được dùng để chỉ loại súng phản lực chống tăng nhỏ dùng cá nhân, thường bắn tên lửa không điều khiển.
RPG là sự chuyển tự của РПГ trong tiếng Nga sang ký tự Latin; РПГ là viết tắt của ручной противотанковый гранатомёт, có nghĩa là "súng phóng lựu chống tăng xách tay" , (nhưng một số người lại cho đó là viết tắt của реактивный противотанковый гранатомёт, tức "súng phóng lựu chống tăng phản lực").
Thông thường RPG chỉ dùng để chỉ một loại vũ khí chống tăng của Liên Xô cũ, được vác vai hay cầm tay. Các thiết kế của RPG phần lớn dựa trên các loại súng chống tăng của các nước khác được gọi với các tên khác như:
- Panzerfaust của Đức,
- súng nòng xoắn không giật (recoilless rifle) Carl Gustav 84 mm của Thụy Điển, hay
- bazooka, từ đó có các tên B40, B41 của Việt Nam.

Ngoài ra, những súng phản lực chống tăng lớn hơn của Nga là SPG. SPG thường dùng cơ chế phóng phức tạp hơn.

## Cấu tạo
RPG dùng phương pháp phản lực, liều nổ phóng trong nòng tạo áp suất cao đẩy đầu đạn đi. Không như các súng có nòng bịt kín giật mạnh, RPG không giật do không bịt đáy nòng. Một số súng sử dụng thuật phóng của đại bác không giật là "pháo phản lực khí động" (dynamic reaction cannon). Thuật phóng này phức tạp nhưng hiệu quả tạo vận tốc đầu nòng lớn. RPG-2 có thuật phóng trong nòng đơn giản, dùng thuốc nổ đen trong một ống hình trụ trơn dài đường kính 40 mm. RPG-7 phình to nòng ra, áp suất không tăng đột ngột, dùng thuốc súng không khói có cánh quạt làm đạn quay trong nòng. Sơ tốc đầu đạn làm đạn giảm tản mát, nhưng tăng sơ tốc gây tiếng nổ mạnh ảnh hưởng đến người bắn, và tăng khối lượng súng đạn.
RPG có tên lửa tăng tốc, ví dụ RPG-7V ra khỏi nòng với vận tốc 120 m/s, được tên lửa đẩy lên vận tốc 300 m/s. Người ta phải thiết kế sao cho luồng phụt của tên lửa không ảnh hưởng đến người bắn. Vận tốc cao của tên lửa giúp nó đi xa, chính xác và xuyên qua các vật cản.
Đầu xuyên của RPG dạng liều nổ lõm (HEAT). Đầu đạn RPG-7V điểm hỏa điện, có chóp đạn chắc chắn và dao cắt bằng thép cứng, điều đó giúp nó đi xuyên qua các vật cản, điểm hỏa đúng khoảng cách với giáp thép. Các đầu nổ hiện đại của Nga và Đức dùng hai tầng chống ERA. Cũng có những đầu đạn cháy và đạn chống bộ binh.
RPG có tầm bắn hiệu quả rất thấp so với tầm bắn tối đa. RPG-7V có tầm bắn tối đa 900 mét, nhưng tầm bắn hiệu quả 250 mét, tầm bắn ghi trên thước ngắm 500 mét. Điều này cũng giống như đại bác nòng dài chống tăng.
RPG có luồng phụt sau súng rất mạnh, không được đứng sau súng và không được bắn trong buồng kín. Cũng có những loại RPG thiết kế để bắn trong buồng hẹp như Armbrust ("Crossbow") của Đức, một số RPG dùng một lần như M-72 LAW của Mỹ hay AT4 M136 của Thụy Điển khắc phục nhược điểm nạp đạn lâu.
RPG cho phép một người lính mang nhẹ bắn hỏng được xe tăng hạng nặng ở khoảng cách khá xa, điều mà trước đó chỉ thực hiện được bằng đại bác nòng dài nặng nề.

## Lịch sử, Sử dụng
Người Nga bắt đầu chế tạo RPG sau Chiến tranh thế giới thứ hai. Trước chiến tranh, họ là nước đầu tiên chế tạo thành công đại bác không giật SPG dựa vào Model 1935 76 mm DRP thiết kế bởi L.V. Kurchevski (loại đại bác này đã trở thành thủy tổ của các đại bác không giật hiện đại). Tuy nhiên, đại bác không giật chưa trở thành vũ khí chống tăng cầm tay dùng cá nhân. Trong chiến tranh, người Nga sản xuất các lựu đạn chống tăng mang đầu nổ lõm (kiểu 1940), nhưng lựu đạn này tầm quá gần. Panzerfaust của Đức dùng rất hữu hiệu, đã gợi ý cho người Nga phát triển RPG. Mẫu được ưa chuộng là Panzerfaust-44 đã thật sự là một RPG với tên lửa đẩy. Người Nga cải tiến, cho ra RPG-2 năm 1949 (tên của vũ khí này tại Việt Nam là B40). Sau đó là RPG-7 năm 1958 và RPG-7V năm 1961 (tên tại Việt Nam là B41).
RPG-7V được thiết kế cùng tên lửa chống tăng có điều khiển 9M14 (tên phương Tây AT-3). Tổ chiến đấu dùng tên lửa có điều khiển mang theo RPG, linh hoạt, bắn được tầm gần. Trong Chiến tranh Việt Nam, một số lượng lớn xe tăng và các xe quân sự khác bị diệt bởi RPG. Xe cộ, nhất là xe tăng, trước đây rất dễ bị RPG phục kích. Người Ai Cập bố trí xen kẽ RPG và AT-3 chỉ trong vài ngày tiêu diệt 800 xe quân sự của Israel, trong đó có toàn bộ xe tăng ở Sinai. Trước đây, để có hiệu quả, người ta thường bố trí vài khẩu RPG lần lượt bắn từ nhiều hướng, bắn rất gần, nhắm vào những vị trí huyệt xe như ổ đỡ tháp pháo hoặc sau xe. Việc bắn lần lượt giảm nguy hiểm cho các xạ thủ, vì nạp đạn lâu, nếu không bắn hỏng xe.
Trong Chiến tranh Afghanistan xuất hiện các phương tiện chống RPG hữu hiệu như ERA và APS của xe tăng, làm giản đáng kể thiệt hại cho xe tăng. Riêng loại Drozd ở chiến tranh này bắn chặn gần hết đạn RPG ở phía trước. Từ đó có chiến thuật của du kích bắn dồng loạt nhiều viên một lúc để hạn chế APS. Tuy nhiên, đến thời điểm này giáp chính của các xe tăng rất dày và có thêm giáp liên hợp, ERA, đã hạn chế những RPG đời cũ như RPG-7V, RPG-2 nhưng làm nổi lên những RPG đời mới với hai tầng đầu nổ hạng nặng: RPG-29 có thể xuyên 600 mm thép cán sau ERA.
Trong Chiến tranh Chechnya lần thứ hai, các RPG cũ đã khó có thể xuyên ngang xe tăng hiện đại. Một vài chiếc T-80 bị bắn từ trên nóc xe trong các trận chiến đường phố và hẻm núi.
Trong Chiến tranh Iraq năm 2003, xe tăng hiện đại vẫn tiếp tục bị bắn từ RPG cổ, như trận xe tăng Mỹ đột kích hướng tây nam vào sân bay Baghdad, người Iraq không hề có RPG hiện đại vẫn bắn cháy xe tăng M1A1. Sau chiến tranh, nhiều xe bị du kích bắn cháy, kể cả xe tăng M1A2, bằng nhiều vũ khí trong đó chủ yếu là RPG. Tuy nhiên số lượng xe tăng bị bắn hỏng vẫn có thể coi là ít.
Cuộc xunng đột giữa Israel và Liban năm 2006 diễn ra rất dữ dội, 22 xe tăng của Israel bị Hezbollah bắn hỏng bằng RPG. Mặc dù xe Merkava là xe giáp rất tốt và trang bị phương tiện chống đầu nổ lõm ERA, APS đủ bốn mặt. Có thể ở đây xuất hiện các RPG hiện đại.
RPG cũng bắn hạ cả máy bay, như tại Mogadishu, Somalia năm 1993 đã dược dựng thành phim Blackhawk Down. Du kích Afghannistan sử dụng ngòi tự hủy của đạn, bắn đồng loạt nhiều đạn, bắn diện tích sát thương bộ binh hay chống máy bay.

## Vai trò
RPG đã trở thành thứ vũ khí diệt nhiều xe cộ nhất sau Chiến tranh thế giới thứ hai, buộc các cường quốc quân sự phải thay đổi chiến lược thiết kế và sử dụng xe tăng. RPG có thể sẽ dược thay thế bởi ATGM, nhưng nó luôn là thứ vũ khí hiệu quả, rẻ tiền, dễ chế tạo.